# سید محمد صراف فدائی
سیدمحمد صراف فدایی از بازاریهای تهرانی بود، که در دوره نخست بعنوان نماینده تهران در مجلس شورای ملی حضور داشت.